# Fredsfanan
Fredsfanan var namnet på Svenska Freds- och Skiljedomsföreningens medlemstidning. Den grundades år 1898 av redaktörerna Carl Sundblad och Knut Sandstedt och gavs ut till 1922. Den hade efterföljare i form av Freden från 1928 och Pax från 1972.